# Čatyr-Köl
Čatyr-Köl (kir. Чатыр-Көл, rus. Чатыр-Куль) je endoreičko planinsko jezero u planinama Tanšan u okrugu At-Bashy u Narinskoj oblasti, u Kirgistanu; nalazi se u donjem dijelu depresije Čatyr-Köl u blizini graničnog prijelaza s Kinom. Ime jezera na kirgiskom znači "Nebesko jezero" (doslovno "Krovno jezero").

## Klima
Srednja godišnja temperatura u slijevu jezera je −5.6°C, sa srednjom temperaturom od −22°C u siječnju i 7.1°C u srpnju. Najviša temperatura ljeti je 24°C, a minimalna zimi je −50 °C. Nekih 88-90% od godišnjih oborina na području slijeva jezera (208-269 mm) padne ljeti. Od listopada do kraja travnja površina jezera se smrzava, a led postaje debeo čak 0,25-1,5 m.

## Hidrologija
Voda jezera Chatyr Kul je žućkasto-zelena s prozirnošću vode do 4 metra. Mineralizacija jezera kreće se od 0,5 do 1,0 miligrama po litri (kloridni, hidrokarbonatni, natrijev i magnezijev tip mineralizacije). Salinitet jezera je 2 promila. Mineralni izvori u južnom dijelu jezera imaju mineralizaciju od 5 do 7 grama po litri i pH = 5,8-6,0. Protok je 1,866 m3   zimi i 3,629 m3 tijekom ljeta. U jezero se ulijeva 41 mali potok, od kojih 21 izvire u lancu Torugart, a 20 - u lancu Atbashy.
Negativna vodna bilanca jezera posljednjih desetljeća uzrokuje opadanje razine jezera. Mineralna voda iz izvora je hladna i ima jak mineralni okus i prvo teče u malo jezero Chatyr Kul koje je oko 1,5 metara više od pravog Chatyr Kula.

## Zaštita
Od 1998. dio jezera i njegove obale (3200 ha kopna, 3954 ha vode) zaštićeni su kao dio prirodnog rezervata Karatal-Japyryk. Cijelo jezero je rezervat divljači (IUCN kategorija IV) od 1972.  Rezervat za divljač osnovan je radi zaštite vodenih ptica, među kojima je i indijska guska (Anser indicus). Jezero je Ramsarsko područje globalno značajne bioraznolikosti (RDB kod Ramsarskog područja 2KG002). 

## Galerija
- Zemljovid regije uključujući jezero Čatyr-Köl ( AMS, 1948.)
- Zemljovid regije uključujući jezero  Čatyr-Köl ( DMA, 1985.)

## Vanjske poveznice
|  | Zajednički poslužitelj ima još gradiva o temi Čatyr-Köl |